# Kami no Machi
Kami no Machi (神の聖都 lit. Santa ciudad de Dios?) es un videojuego de aventura de 1989 para NEC PC-8801, MSX2 y NEC PC-9801, desarrollado por Panther Software. El juego se lanzó solo en Japón.
El videojuego es principalmente de aventura pero incorpora elementos RPG. La versión del NEC PC-8801 venía en ocho disquetes y con un miniálbum de la música usada en el juego. Se dice que el desarrollo tardó 3 años.

## Trama
A las 8 p. m. del 8 de agosto de 1990, ocurrió una catástrofe repentina en un área limitada de Kannai, Yokohama, este suceso convirtió el lugar en una zona sin ley. El área se hizo conocida como "Agarta" y fue olvidada. Dos años después, un joven, Yuki se dirige a Agarta para encontrar a Yukari, su enamorada, que desapareció durante el cataclismo.

## Personajes
Yūki (勇樹?)
El protagonista.
Yukari (由加利?)
La enamorada de Yuki.
Norton (ノートン Nōton?)
Ex marine.
Shaymouth (シェイマス Sheimasu?)
Exoficial de inteligencia británico.
Philen (フィレン Firen?)
Un maestro francés de culto.
Heinz (ハインツ Haintsu?)
Un alemán que dice ser un médico genio.
Alec (アレック Arekku?)
Un comerciante.
Michelle (ミシェル Misheru?)
Una antigua unidad egipcia que habla con una voz femenina.
Rutger (ルトガー Rutogaa?)
Exmiembro del circo.